# Hergenfeld

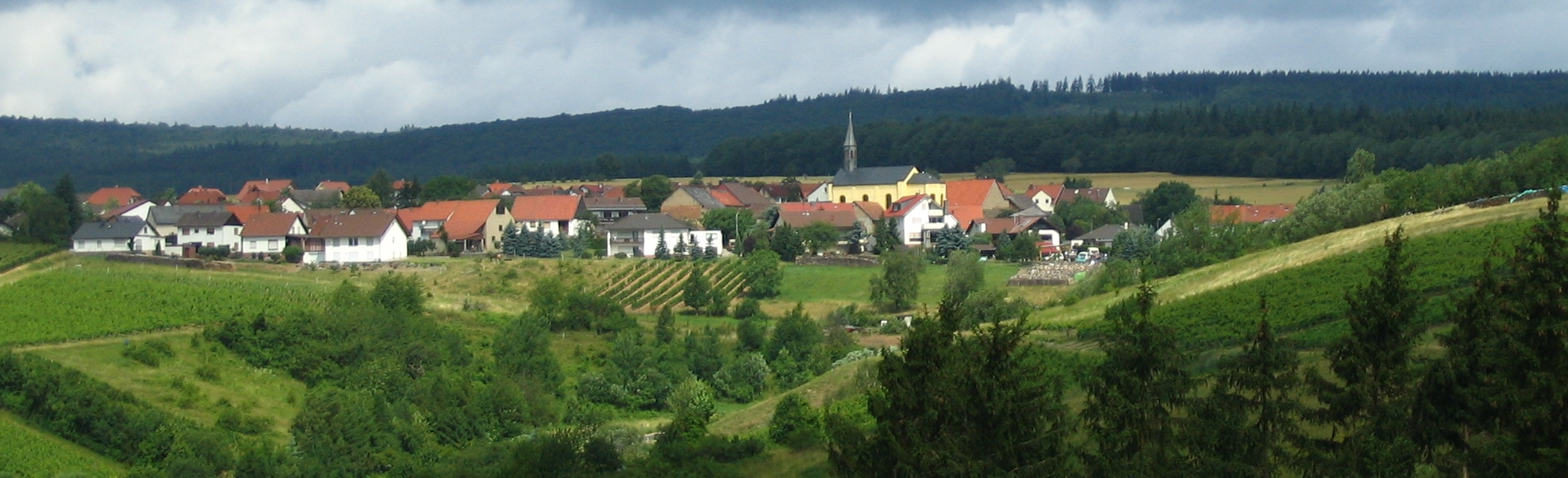
Südansicht des Dorfes

Hergenfeld ist eine Ortsgemeinde im Landkreis Bad Kreuznach in Rheinland-Pfalz. Sie gehört der Verbandsgemeinde Rüdesheim an.

## Geographie
Der Weinort liegt am Fuß des Soonwalds. Im Süden befindet sich Wallhausen und im Norden Schöneberg.
Zu Hergenfeld gehört auch der Wohnplatz Georgshof.

## Geschichte
Hergenfeld entstand vermutlich im 7. Jahrhundert als Rodungsort. Im Jahr 969 wurde der Ort als Königshof Hergiesfeld erstmals urkundlich erwähnt. Während der Zeit der Stammesherzogtümer lag der Ort im Herzogtum Franken.
Statistik zur Einwohnerentwicklung
Die Entwicklung der Einwohnerzahl von Hergenfeld, die Werte von 1871 bis 1987 beruhen auf Volkszählungen:
| Jahr | Einwohner |
| ---- | --------- |
| 1815 | 251       |
| 1835 | 381       |
| 1871 | 354       |
| 1905 | 365       |
| 1939 | 343       |
| 1950 | 370       |

| Jahr | Einwohner |
| ---- | --------- |
| 1961 | 325       |
| 1970 | 337       |
| 1987 | 409       |
| 2005 | 499       |
| 2022 | 498       |
| 2023 | 502       |

## Politik

### Bürgermeister
Rainer Link wurde am 15. November 2021 Ortsbürgermeister von Hergenfeld.
Er wurde im Juni 2024 wiedergewählt.
Links Vorgänger Martin Theis hatte das Amt über 20 Jahre ausgeübt. Nach der Kommunalwahl vom 26. Mai 2019, bei der sich kein Nachfolger fand, hatte er seine Bereitschaft für weitere zweieinhalb Jahre Amtszeit erklärt und war nachfolgend vom Gemeinderat mehrheitlich wiedergewählt worden.

### Partnergemeinde
Hergenfeld unterhält seit dem 3. Oktober 2010 eine Gemeindepartnerschaft mit der bayerischen Gemeinde Königsmoos.
Der Königsmooser Ortsteil Klingsmoos wurde nach dem in Hergenfeld geborenen und an der Kultivierung des Donaumooses maßgeblich beteiligten kurfürstlichen Forstkammerdirektor Johann Peter Kling benannt.

## Kultur und Sehenswürdigkeiten
- Liste der Kulturdenkmäler in Hergenfeld

## Söhne und Töchter der Gemeinde
- Johann Peter Kling (* 1749 in Hergenfeld; † 1808 in Probfeld), Mathematikprofessor, Mitglied der Mannheimer Akademie der Wissenschaften, kurfürstlicher Hofkammerrat in Mannheim, kurfürstlicher Forstkammerdirektor in München, Donaumoospionier.[8]